# آنا يندستروم
آنا يندستروم (بالفنلندية: Anna Lindström)‏ هي دراجة فنلندية، ولدت في 19 مارس 1982.

## وصلات خارجية
- آنا يندستروم على موقع أرشيف الدراجات (الإنجليزية)
- آنا يندستروم على موقع إحصائيات الدراجات الإحترافية (الإنجليزية)